# شيق متوسطي

فك الشيق ، في الصورة العليا الفك البلعومي في الوضع الطبيعي والصورة السفلى تبين الفك البلعومي ممتداً في الفم

الشيق المتوسطي أو أبو مَرِينا متوسطيّ (الاسم العلمي: Muraena helena) (بالإنجليزية: Mediterranean moray)‏ هو نوع من الأسماك يتبع جنس الموراي من الفصيلة المورايية.